# Acrapex peracuta
Acrapex peracuta är en fjärilsart som beskrevs av Emilio Berio 1955. Acrapex peracuta ingår i släktet Acrapex och familjen nattflyn. Inga underarter finns listade i Catalogue of Life.